# Nerokuros
Nerokuros (en griego, Νεροκούρος) es una localidad de Grecia ubicada en la isla de Creta. Pertenece a la unidad periférica de La Canea, al municipio de La Canea y a la unidad municipal de Elefterios Venizelos. En el año 2011 contaba con una población de 5531 habitantes.

## Restos arqueológicos
En Nerokuros se han excavado los restos de un asentamiento de fines del periodo minoico medio (hacia el 1600 a. C.) cuyos edificios estaban agrupados en barrios. Entre ellos, destacaba la denominada «casa I», una villa minoica que tenía ciertas similitudes con el palacio de Cnosos, como habitaciones con múltiples puertas y pilares (elemento conocido como polythyron), una gran sala central con una antecámara casi del mismo tamaño que la sala central, pisos pavimentados, huellas de actividad de almacenamiento y al menos un piso superior. A unos 300 metros de distancia de este edificio se encontró un edificio del mismo periodo que la casa I también con piso pavimentado y dos espacios destinados a almacén con varios pithoi y otros recipientes de cerámica. Entre otros hallazgos, también se ha encontrado cerámica del periodo minoico temprano en un pozo y signos de escritura en lineal A. Además de los restos minoicos, también se han identificado en la zona circundante a Nerokuros restos de los periodos neolítico, clásico, helenístico, romano y paleocristiano. Debido a la actividad agrícola, han quedado destruidos gran parte de los restos minoicos de este asentamiento. Las excavaciones fueron llevadas a cabo por un equipo greco-italiano entre 1977 y 1982.